# 福印山塔
福印山塔位于浙江省台州市仙居县城关镇东门村福印山上。约建于北宋元祐年间，六面七层，高约26米，仿楼阁式砖木结构，塔心中空。倚柱、阑额上各有扶壁栱，及五铺作木质斗栱，结合菱角牙子叠涩出檐。塔刹现为宝瓶式。1989年12月12日列入浙江省文物保护单位，2013年5月列入第七批全国重点文物保护单位。